# Mines de Bruoux

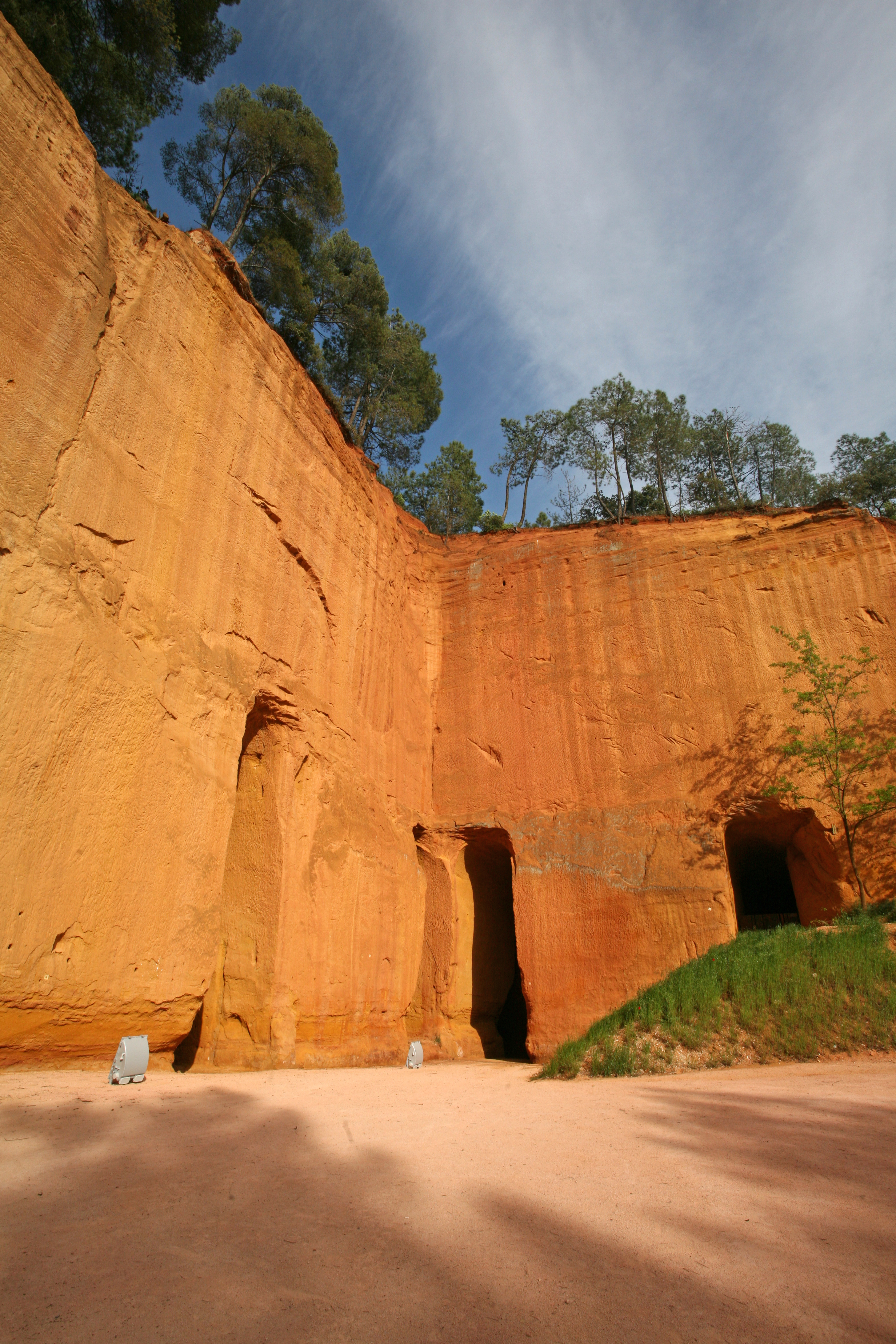
Entrée des mines de Bruoux (2009)

Les mines d'Ocre de Bruoux, souvent appelées mines de Bruoux, sont un ancien site minier situé sur la commune de Gargas, dans le département du Vaucluse, région Provence-Alpes-Côte d'Azur, en France. Il est transformé en musée et site touristique naturel depuis 2009.

## Historique
L’utilisation de l’ocre remonte à la période Paléolithique. C’est en 1785, à Roussillon en Vaucluse, que débute l'exploitation de ce minerai avec Jean-Etienne Astier, qui découvre le moyen de l'extraire. 
C’est en 1848 que commence l’exploitation industrielle de l’ocre à Gargas, qui sera utilisé principalement pour des peintures, colorations et revêtements. L'ocre était aussi utilisé pour fixer le caoutchouc, ce qui explique l'origine de la couleur marron ocre des élastiques.
L’épopée industrielle des mines de Bruoux durera plus d’un siècle. Durant cette période, des mineurs – appelés ocriers – creusaient des galeries à coups de pioche, manipulant des wagonnets tirés par des chevaux et extrayant les sables ocreux. 
Le haut des galeries d'ocre était creusé à la pioche (les traces sont visibles sur les parois), les mineurs gauchers - plus difficiles à trouver que les droitiers - étaient davantage payés que les droitiers. Par la suite, de la dynamite était placée dans un conduit au sol pour dégager le reste de la galerie.
Aujourd’hui, la Société des Ocres de France, basée à Apt, exploite la dernière carrière d’ocre à ciel ouvert d’Europe à Gargas. Près de 33 000 visiteurs visitent chaque année les mines de Bruoux. Le territoire est par ailleurs engagé dans une démarche d’obtention du label « Grand Site de France ». 

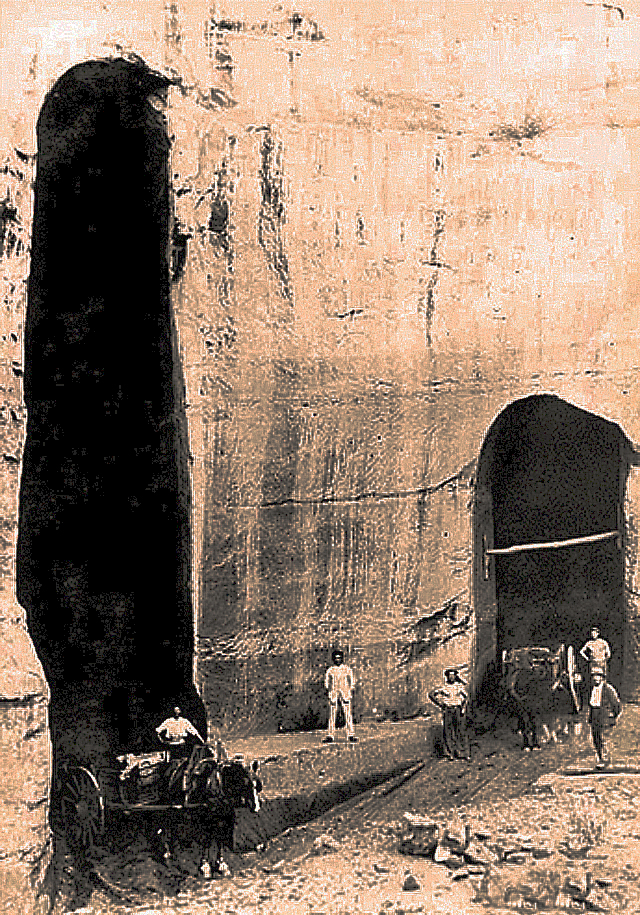
Entrée des mines au début du XXe siècle.
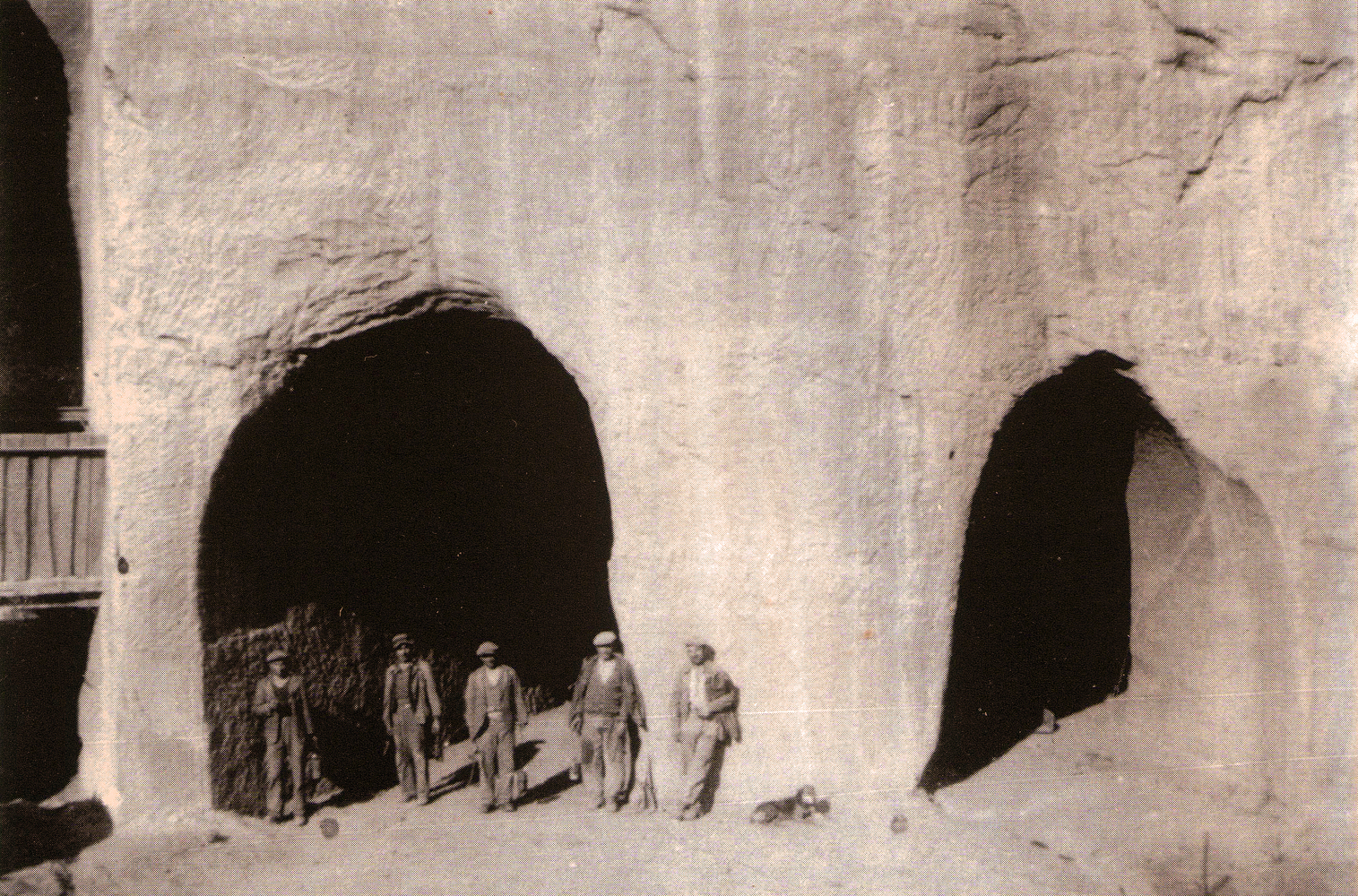
Des mineurs devant une entrée au début du XXe siècle. Le Musée de l'aventure industrielle d'Apt conserve des documents sur l'histoire de la mine.
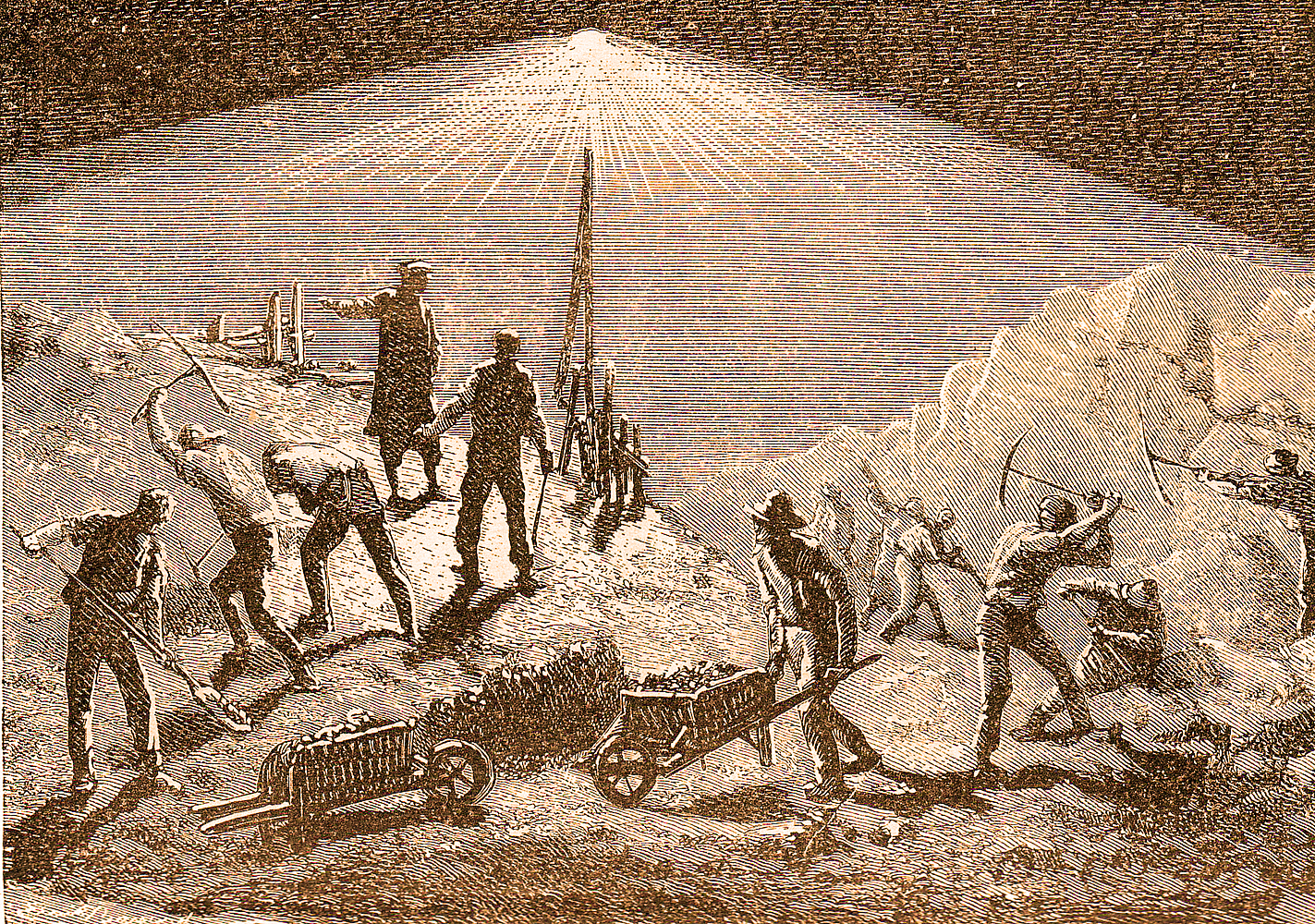
Extraction de l'ocre à la lumière électrique, XIXe siècle.
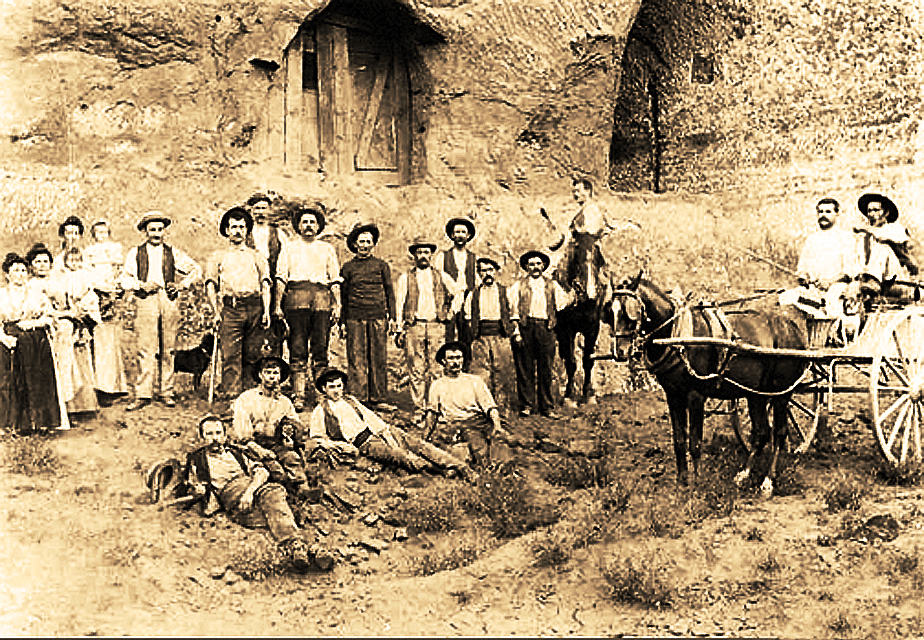
Les ocriers s'installaient parfois en famille à proximité des mines (début du XXe siècle). Des habitations existaient à côté des mines (lieu dit : La Choque)
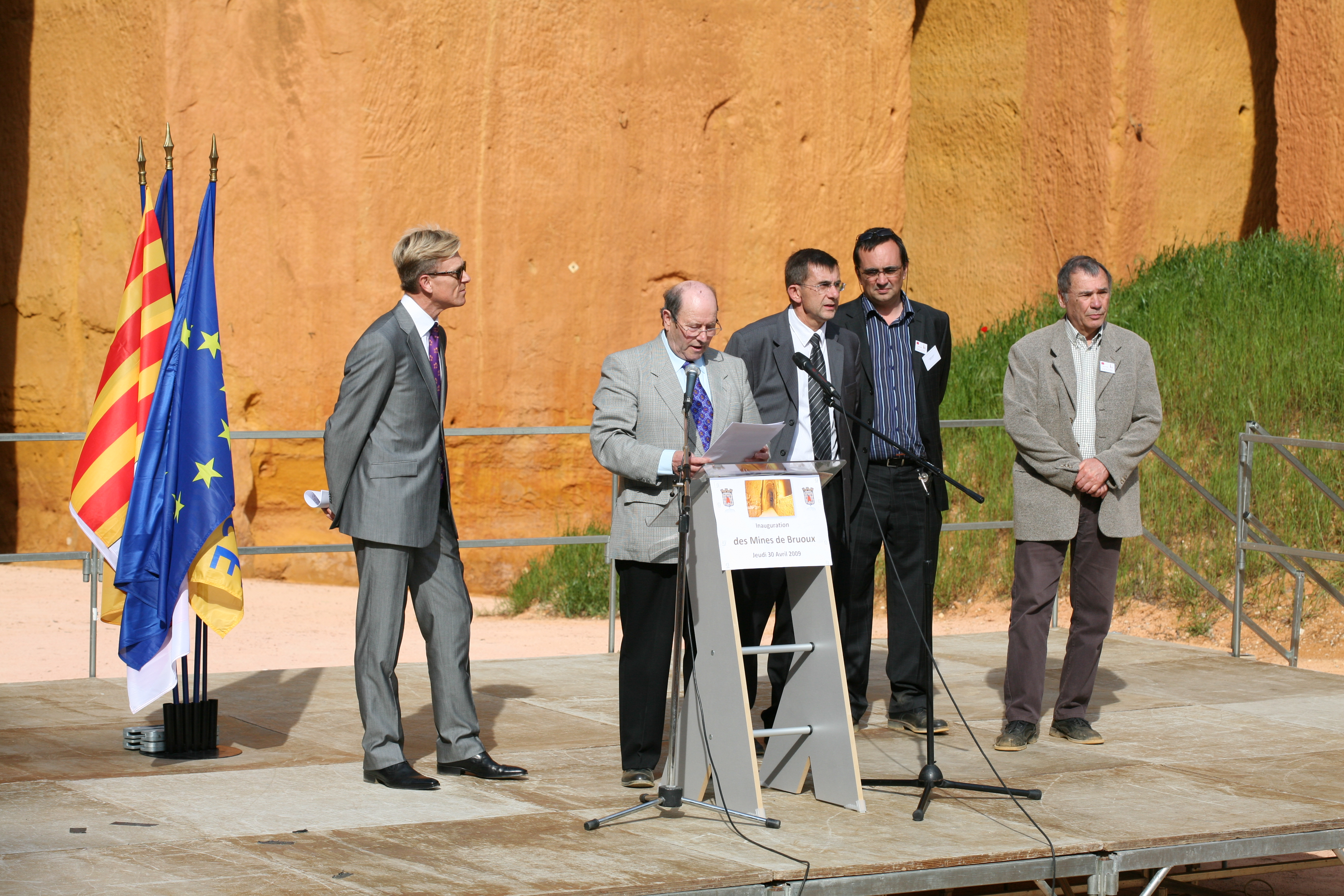
Le Maire de Gargas, le Sous-préfet et des personnalités du Luberon, lors de l'inauguration des Mines de Bruoux en avril 2009.

## Visite

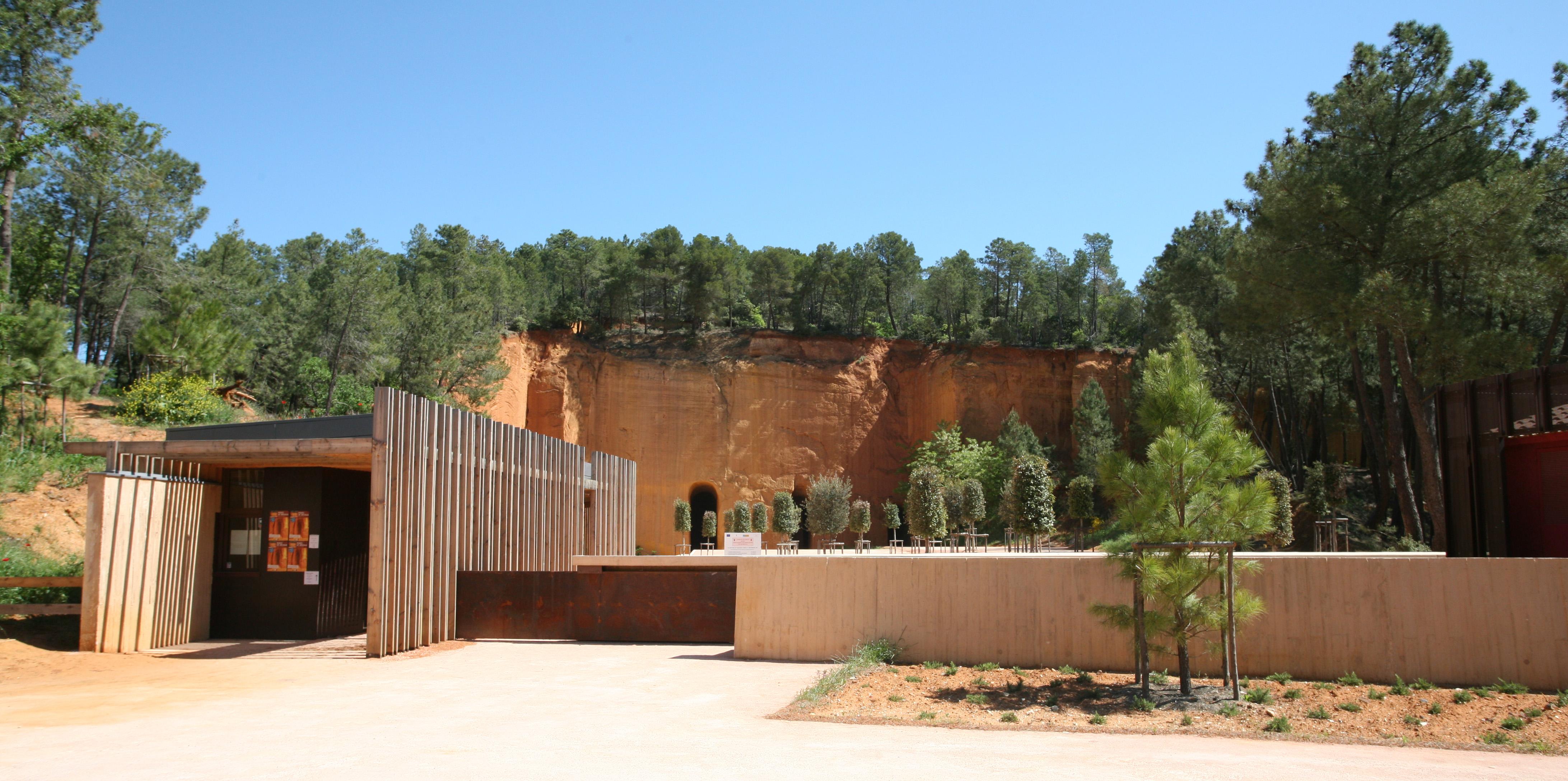
Entrée des visiteurs en 2009.

Les visites du site sont à présent gérées par la SARL Arcano (basée à Gargas).
Un parcours d'environ 700 mètres a été aménagé dans les galeries, qui font au total 40 km. Les visites sont organisées par groupes, entre le mois de mars et le mois de novembre. La réservation est obligatoire.
La hauteur des galeries varie entre 5 et 12 mètres ; certaines peuvent être voûtées, en forme d’ogive ou en plein cintre.
La température ne dépasse pas 10-12 °C à l'intérieur de la mine, même en été.
À l’extérieur, on compte : une esplanade, un jardin, des sentiers de promenade. Un théâtre de plein air au mur de scène ocre accueille des manifestations estivales.
En intérieur : le bâtiment d’accueil.

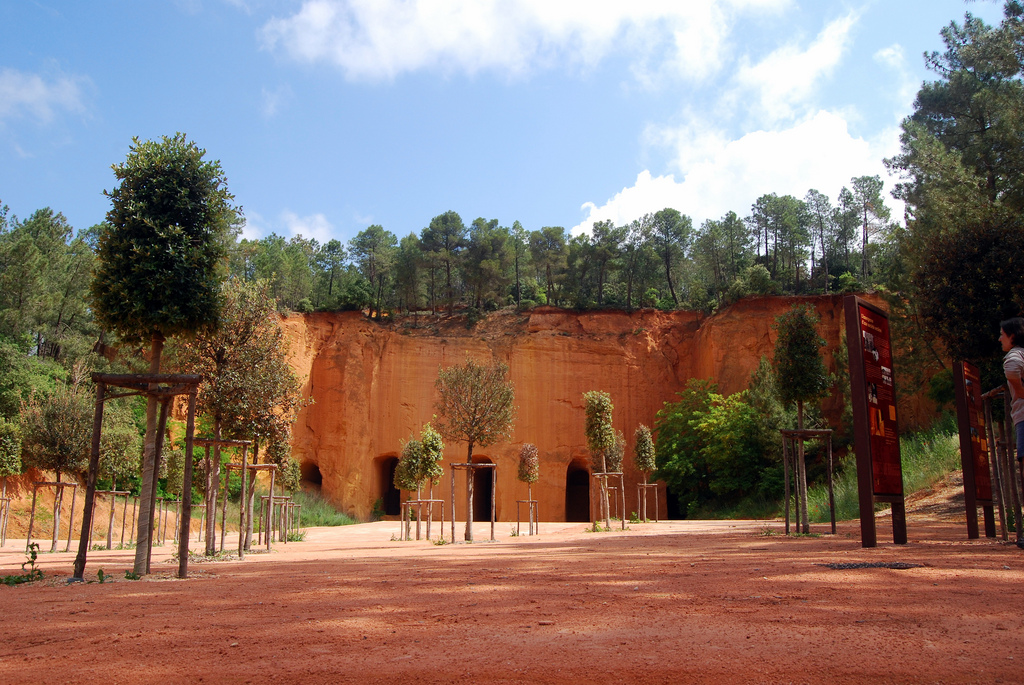
Site des mines et jardin (2012).
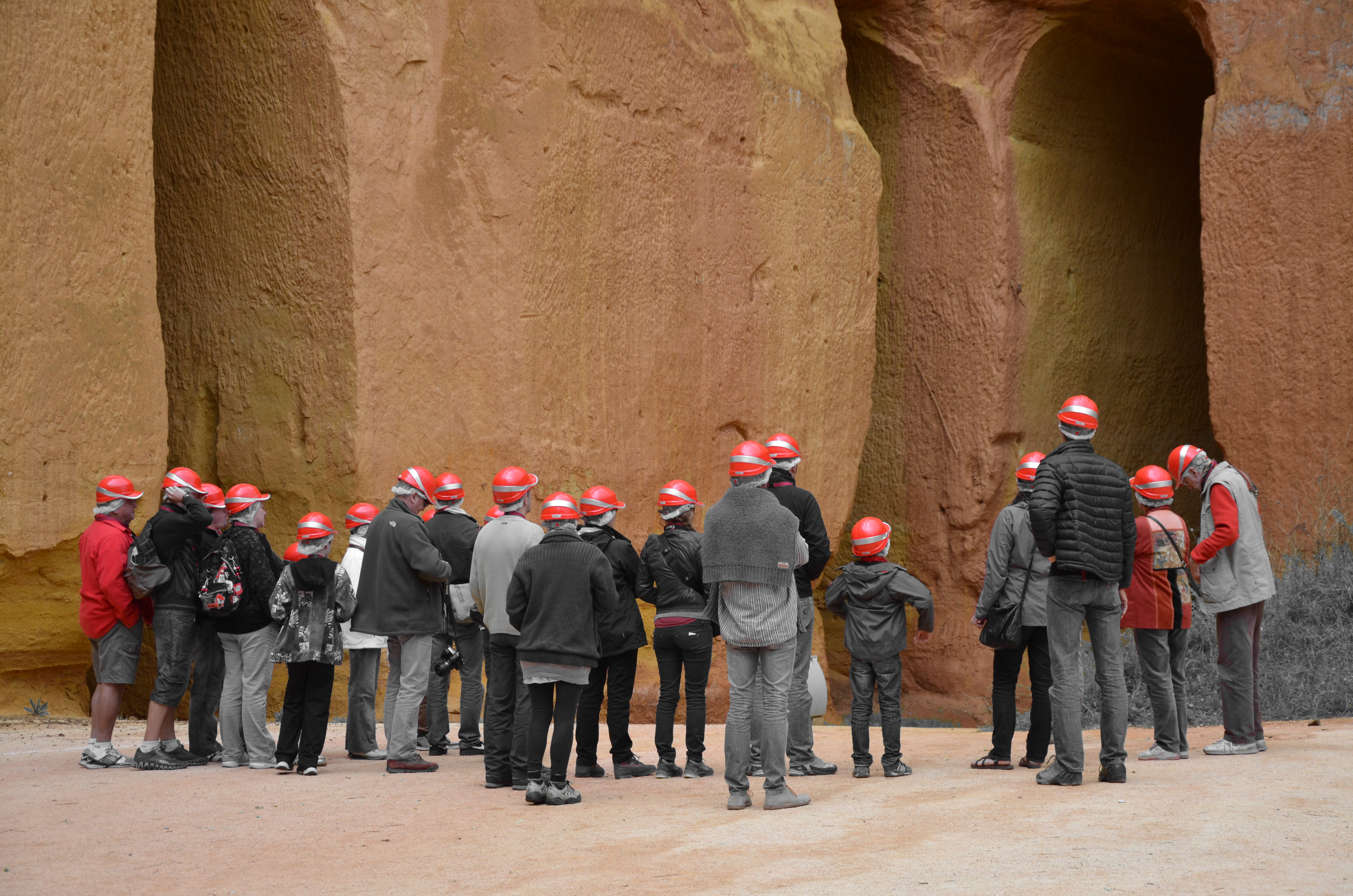
Un groupe à l'entrée (2012).
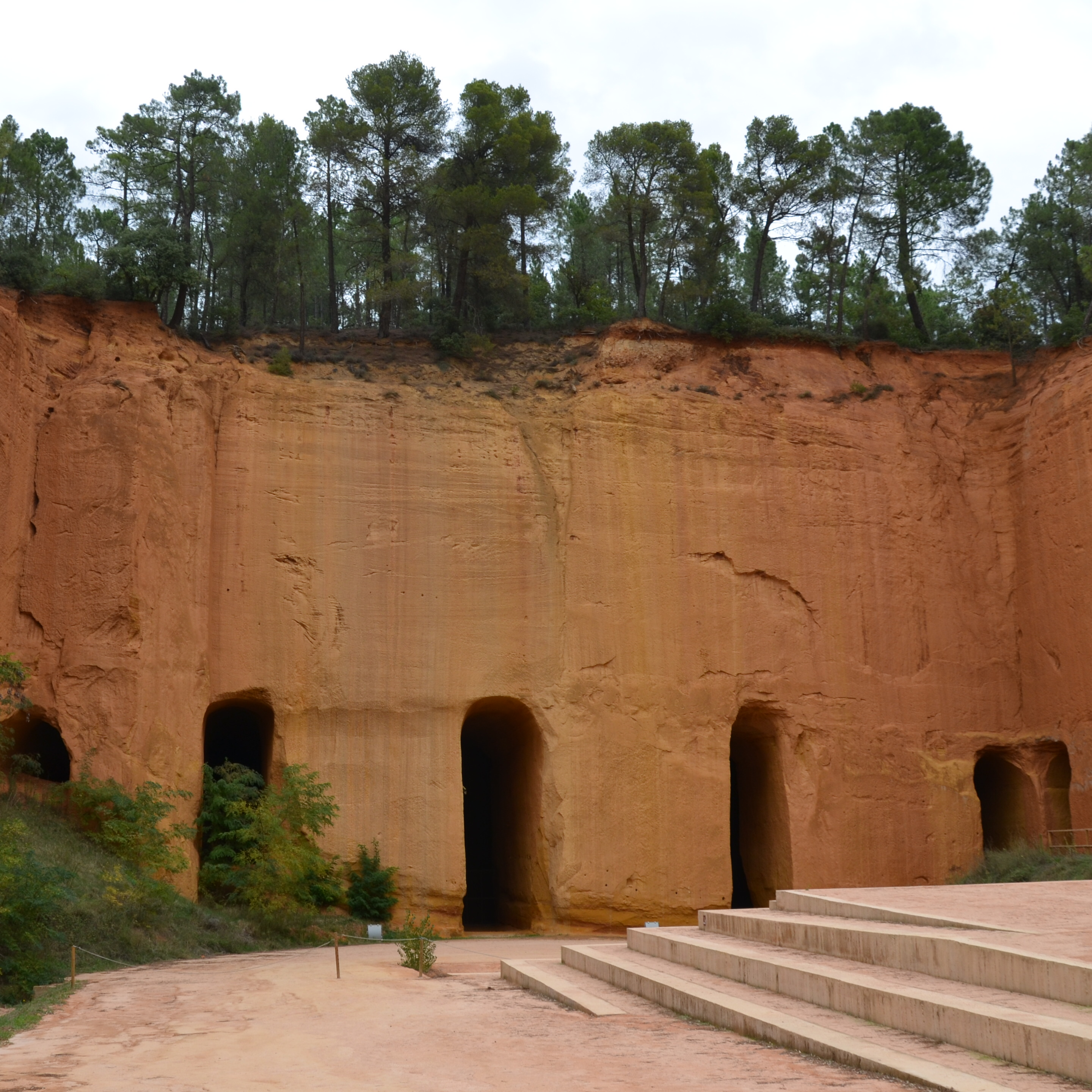
Cinq galeries d'entrée (2012).
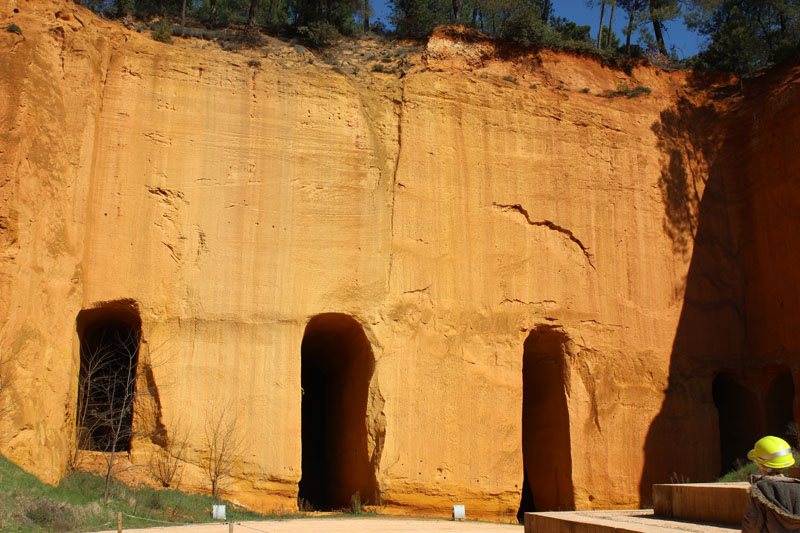
(2014)
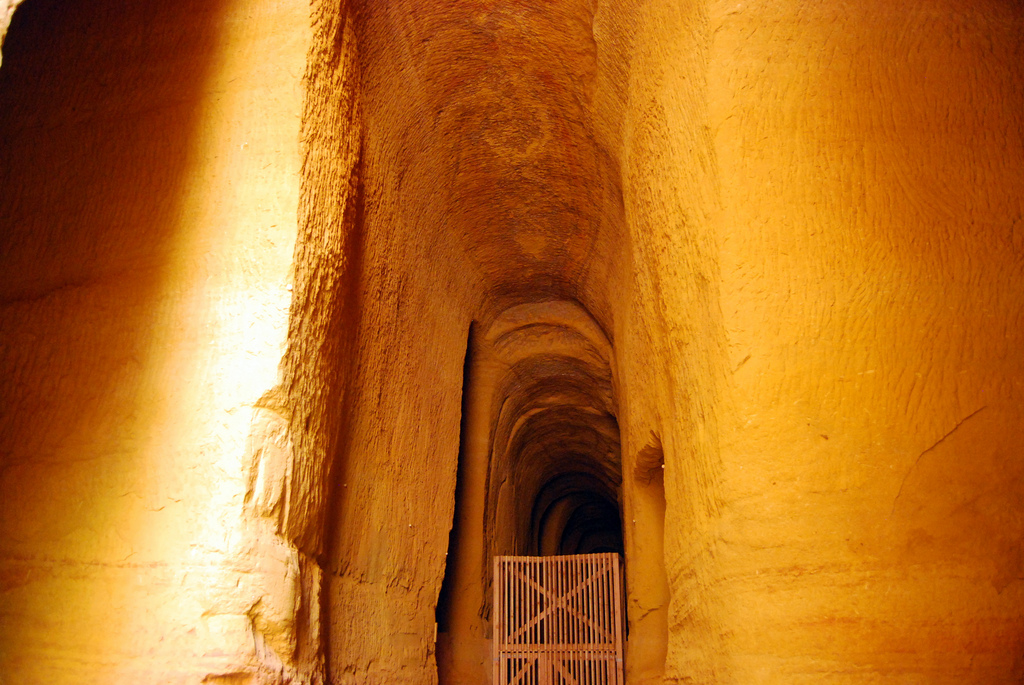
Entrée d'une galerie (2012).
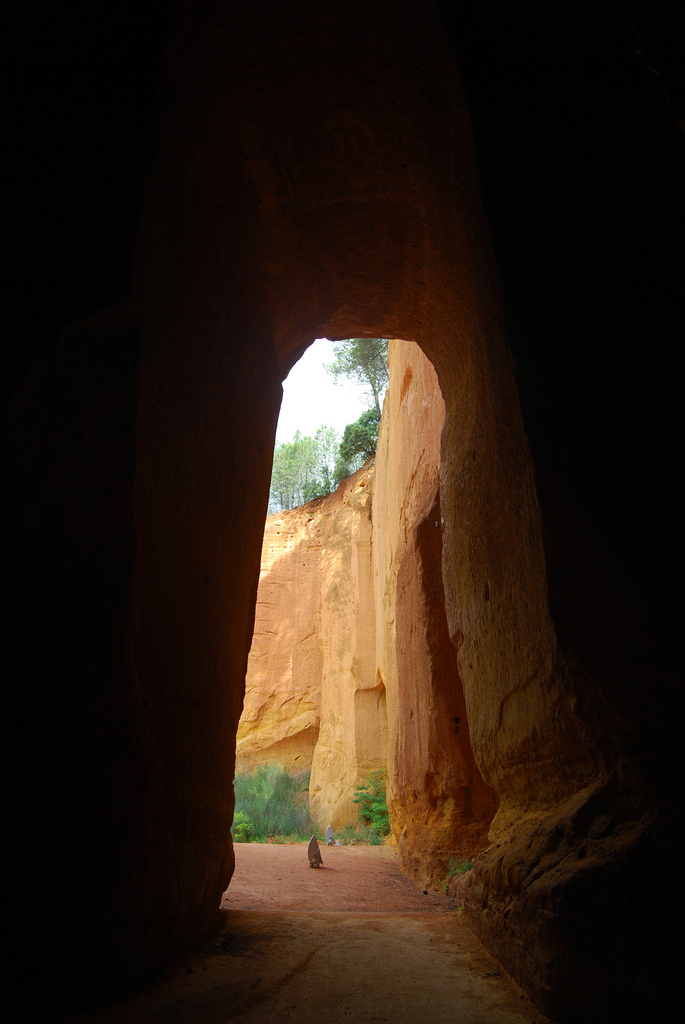
La grande entrée (2011)
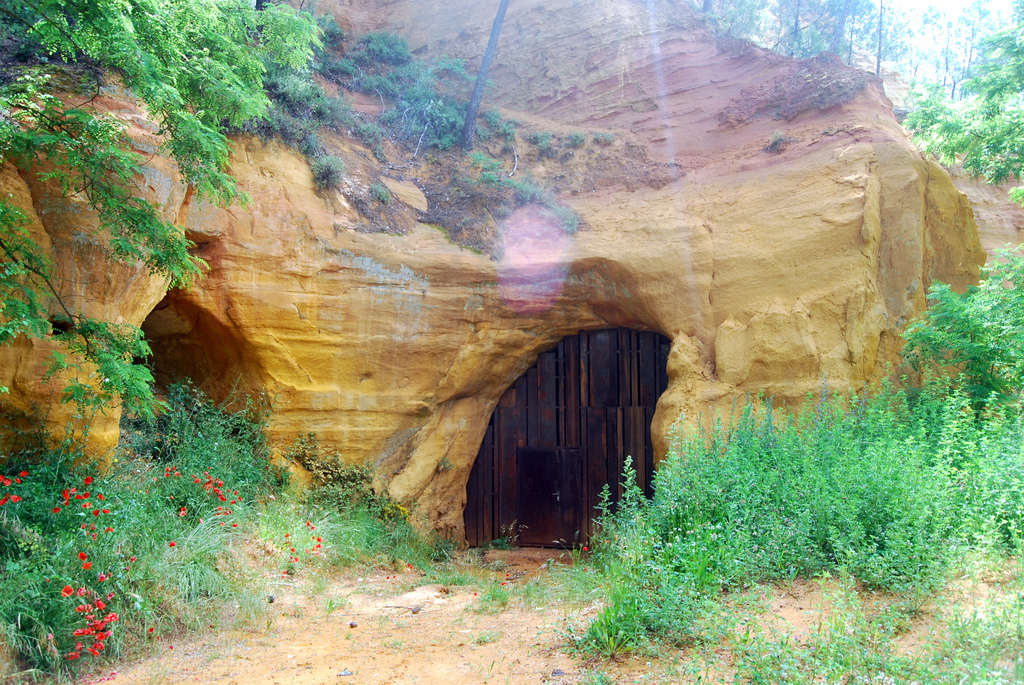
Galeries secondaires, en juillet 2011.